# Rue de Vaugirard
Rue de Vaugirard är en gata i kvarteren Odéon, Notre-Dame-des-Champs, Saint-Lambert och Necker i Paris sjätte och femtonde arrondissement. Rue de Vaugirard, som börjar vid Boulevard Saint-Michel 44 och slutar vid Boulevard Lefebvre 1 och Boulevard Victor 73, är uppkallad efter den tidigare kommunen Vaugirard; detta namn är en etymologisk förvrängning av "val Gérard", vilket syftar på Gérard de Moret, som under 1200-talet var abbot vid klostret Saint-Germain-des-Prés.
Rue de Vaugirard är den längsta gatan innanför Paris stadsmurar.

## Omgivningar
- Saint-Joseph-des-Carmes
- Saint-Lambert de Vaugirard

## Bilder
| - Gatuskylt. - Fasaddetalj vid Rue de Vaugirard. - Saint-Joseph-des-Carmes. - Saint-Lambert de Vaugirard. |

## Kommunikationer
- Tunnelbana – linjerna   – Pasteur

### Webbkällor
- ”Rue de Vaugirard”. Mairie de Paris. https://web.archive.org/web/20200601114717/http://www.v2asp.paris.fr/commun/v2asp/v2/nomenclature_voies/Voieactu/9671.nom.htm. Läst 16 juni 2022.
- ”Rue de Vaugirard”. Les rues de Paris. https://web.archive.org/web/20200218104214/http://www.parisrues.com/rues06/paris-06-rue-de-vaugirard.html. Läst 16 juni 2022.